# Port Republic
Port Republic é uma cidade localizada no estado americano de Nova Jérsei, no Condado de Atlantic.

## Demografia
Segundo o censo americano de 2000, a sua população era de 1037 habitantes.
Em 2006, foi estimada uma população de 1234, um aumento de 197 (19.0%).

## Geografia
De acordo com o United States Census Bureau tem uma área de
22,4 km², dos quais 19,7 km² cobertos por terra e 2,7 km² cobertos por água.

## Localidades na vizinhança
O diagrama seguinte representa as localidades num raio de 16 km ao redor de Port Republic.